# Theo Marcuse
Theodore Carroll Marcuse, detto Theo (Seattle, 2 agosto 1920 – Hollywood, 29 novembre 1967), è stato un attore statunitense.
Ha recitato in Star Trek, Gli eroi di Hogan, Gli intoccabili, Viaggio in fondo al mare, Selvaggio west, The Beverly Hillbillies, Have Gun - Will Travel, Bonanza, Batman, Kronos - Sfida al passato, Le spie, I Monkees, Perry Mason, Peter Gunn, Ai confini della realtà e Organizzazione U.N.C.L.E..

## Filmografia parziale

### Cinema
- I 27 giorni del pianeta Sigma (The 27th Day), regia di William Asher (1957)
- Tigre in agguato (A Tiger Walks), regia di Norman Tokar (1964)
- Cincinnati Kid, regia di Norman Jewison (1965)
- Avventura in Oriente (Harum Scarum), regia di Gene Nelson (1965)

### Televisione
- Peter Gunn – serie TV, episodi 1x06-2x36 (1958-1960)
- Star Trek – serie TV, episodio 2x07 (1967)

## Doppiatori italiani
Nelle versioni in italiano delle opere in cui ha recitato, Theo Marcuse è stato doppiato da:
- Giuseppe Fortis ne I 27 giorni del pianeta Sigma
- Renato Turi in Tigre in agguato
- Mimmo Craig in Star Trek